# Mansoura
Mansoura (àrab: المنصورة, al-Manṣūra) és una comuna rural de la província de Xauen de la regió de Tànger-Tetuan-Al Hoceima. Segons el cens de 2014 tenia una població total de 15.820 persones.